# Ops
Ops, que en llatí significa «abundància», era una deessa de la mitologia romana d'origen sabí, deessa de la fertilitat i de la terra, i més endavant protectora de tots els béns i recursos del país. L'antiguitat del seu culte la relaciona amb la primera tríada capitolina.

## Orígens i evolució del culte
En els temps més antics formava parella amb el déu Consus, després, passà a ésser la companya de Saturn i la filla de Caelus (el cel). Establint una comparació amb els déus grecs (mitologia grega), Saturn era identificat amb Cronos i Ops ho era amb Rea, la seva esposa. En les estàtues i monedes, Ops estava asseguda, com es feia normalment amb les deïtats ctòniques, i solia tenir a la mà un ceptre o una espiga de blat o també el corn de l'abundància.
El culte a Ops va ser míticament establert pel rei sabí Tit Taci. Ops aviat va esdevenir la patrona de les riqueses, l'abundància i la prosperitat, tant a nivell personal com nacional, i estava representada en un famós temple formant part de la tríada capitolina. Originàriament se celebrava una festa en honor d'Ops el 10 d'agost. A més el 19 de desembre se celebrava l'Opàlia i el 25 d'agost tenia lloc l'Opiconsívia on Ops era honrada al costat de Consus, amb qui sempre era associada. Aquestes festes també eren anomenades consuàlia en honor de Consus.

## Significat
En els escrits de l'època els autors clàssics usaven la forma Opis en comptes del nominatiu singular (Ops). Diu Sext Pompeu Fest:
Opis dicta est coniux Saturni per quam uolerunt terram signifiques, quia omnes opes huma generi terra tribuit. (traducció:«Es diu que Ops era muller de Saturn; amb ella la terra adquiria significat, perquè aportava tots els recursos al gènere humà»  
La paraula llatina ops significa «recursos», «béns», «abundància». També està relacionada amb opus, que significa «treball», particularment en el sentit de «treballar la terra, llaurar, sembrar». Aquestes activitats es consideraven sagrades i eren sovint acompanyades per rituals religiosos per tal d'aconseguir la bona voluntat de les deïtats ctòniques com eren Ops i Consus. Ops també està relacionada amb la paraula sànscrita ápnas «béns, propietat».